# Verceia
Verceia (Varsceja in dialetto chiavennasco) è un comune italiano di 1 090 abitanti della provincia di Sondrio in Lombardia, situato nella bassa Valchiavenna. È l' ultima località della valle per chi scende da Chiavenna, da Nuova Olonio, parte del comune di Dubino , inizia il contestoValtellinese.
È caratteristicamente racchiusa da due gallerie, una all'entrata nord, chiamata Monti di Campo, e l'altra all'entrata sud, chiamata semplicemente Verceia.

## Monumenti e luoghi d'interesse

### Architetture religiose
- Chiesa di San Fedele, edificata sulla base di un precedente edificio romanico ad aula dotato di abside.[4]

### Architetture militari
- Galleria mina, nei pressi del tunnel del percorso ciclo-pedonale, costruita nel 1917 nell'ambito delle fortificazioni della linea Frontiera Nord.[5]

### Aree naturali
Il comune si affaccia sul lago di Mezzola, che ospita la Riserva naturale Pian di Spagna e Lago di Mezzola con numerose specie acquatiche e uccelli.
Da Verceia si sale alla Valle dei Ratti, lungo la quale si possono percorrere dei sentieri di notevole interesse naturalistico e paesaggistico, inseriti nel Sentiero Italia. A 920 metri di altitudine, troviamo il Tracciolino, costruito per realizzare una ferrovia a scartamento ridotto per i trasporto di materiali, che porta verso est alla diga di Moledana, realizzata negli anni Trenta, e, in direzione opposta, alla Val Codera.
Salendo ancora nella Valle dei Ratti si arriva al rifugio Frasnedo (m. 1287) e al rifugio Volta (m. 2212), da cui, attraversando il passo di Primalpia (m. 2476), si accede alla Val di Spluga e quindi alla Val Masino.

## Società

### Evoluzione demografica
Abitanti censiti

## Amministrazione
| Periodo        | Periodo        | Primo cittadino           | Partito      | Carica  | Note |
| -------------- | -------------- | ------------------------- | ------------ | ------- | ---- |
| 23 aprile 1995 | 12 giugno 2004 | Maurizio Copes            | Lista civica | Sindaco |      |
| 12 giugno 2004 | 7 giugno 2009  | Dante Giacomo Pedroncelli | Lista civica | Sindaco |      |
| 7 giugno 2009  | 25 maggio 2014 | Luca Della Bitta          | Lista civica | Sindaco |      |
| 25 maggio 2014 | 10 giugno 2024 | Flavio Oregioni           | Lista civica | Sindaco |      |